# Elecciones legislativas de Guinea Ecuatorial de 2008
El 4 de mayo de 2008 se celebraron elecciones a la Cámara de los Representantes del Pueblo en Guinea Ecuatorial.
Se renovaron los 100 escaños de la Cámara de los Representantes del Pueblo. El Partido Democrático de Guinea Ecuatorial obtuvo 99 escaños, y Convergencia para la Democracia Social 1 escaño.
En total, concurrieron a los comicios un total de 4 partidos políticos, aunque el Partido Democrático de Guinea Ecuatorial (PDGE) se presentó en alianza con una coalición conformada por ocho partidos de oposición:  la Alianza Democrática Progresista (ADP); la Convención Liberal Democrática (CLD); la Convergencia Social Democrática y Popular (CSDP); el Partido Liberal, (PL); el Partido de la Coalición Social Demócrata (PCSD); el Partido Socialista de Guinea Ecuatorial (PSGE); la Union Democratica Nacional (UDENA) y la Unión Democrática Social (UDS).
Los partidos de oposición participantes fueron Convergencia para la Democracia Social (CPDS), Unión Popular (UP) y Acción Popular de Guinea Ecuatorial (APGE).
El 19 de mayo, Convergencia para la Democracia Social presenta un recurso contencioso electoral pidiendo la nulidad de la elección general.
El 20 de mayo de 2008, la Junta Electoral de Guinea Ecuatorial rechazó el recurso presentado por el opositor partido Convergencia para la Democracia Social.
El 23 de mayo, Convergencia para la Democracia Social expresó su rotundo rechazo a los resultados oficiales de las parlamentarias del 4 de mayo.

## Resultados
| Partido                                            | Escaños |
| -------------------------------------------------- | ------- |
| Partido Democrático de Guinea Ecuatorial y aliados | 99      |
| Convergencia para la Democracia Social             | 1       |
| Unión Popular                                      | 0       |
| Acción Popular de Guinea Ecuatorial                | 0       |